# Mont-Saint-Jean, Aisne

Mont-Saint-Jean este o comună în departamentul Aisne din nordul Franței. În 1 ianuarie 2022 avea o populație de 81 de locuitori.